# المبعوث الرئاسي الخاص لشؤون الرهائن
تم إنشاء المبعوث الرئاسي الخاص لشؤون الرهائن special presidential envoy for hostage affairs، أو رسميًا مكتب المبعوث الرئاسي الخاص لشؤون الرهائن عام 2015، بموجب أمر تنفيذي يتعلق باستعادة الرهائن الأميركيين المحتجزين لدى جهات غير حكومية والمواطنين الأميركيين المحتجزين من قبل دول أجنبية. ويتولى المبعوث الرئاسي الخاص قيادة وتنسيق الأنشطة عبر السلطة التنفيذية لإعادة هؤلاء الأميركيين إلى وطنهم. تم إنشاء هذا المنصب في عام 2015 أثناء إدارة أوباما.
في فبراير 2020، أعلن الرئيس ترامب عن نيته تعيين روجر د. كارستينز مبعوث رئاس خاص جديد. في يناير 2021، طلب الرئيس القادم جو بايدن ووزير الخارجية القادم أنتوني بلينكين من روجر كارستينز البقاء في إدارة بايدن.

## قائمة المبعوثين الرئاسيين الخاصين
| #       | صاحب المنصب      | في المنصب     | ترك المنصب    | مدة الولاية       | الرئيس       |
| ------- | ---------------- | ------------- | ------------- | ----------------- | ------------ |
| 1       | جيم أوبراين      | 28 أغسطس 2015 | 20 يناير 2017 | 1 سنة و145 أيام   | باراك أوباما |
| 2       | روبرت سي أوبراين | 25 مايو 2018  | 3 أكتوبر 2019 | 1 سنة و131 أيام   | دونالد ترامب |
| التمثيل | هيو دوجان        | 4 أكتوبر 2019 | 1 مارس 2020   | 149 أيام          | دونالد ترامب |
| 3       | روجر د. كارستينز | 2 مارس 2020   | 20 يناير 2025 | 4 سنوات و324 أيام | دونالد ترامب |
|         | روجر د. كارستينز | 2 مارس 2020   | 20 يناير 2025 | 4 سنوات و324 أيام | جو بايدن     |
| 4       | آدم بوهلر        | 20 يناير 2025 | في المنصب     |                   | دونالد ترامب |

## انظر ايضا
- مبعوث الولايات المتحدة الخاص لمنظمة التعاون الإسلامي

## روابط خارجية
- وزارة الخارجية الأمريكية: مكتب المبعوث الرئاسي الخاص لشؤون الرهائن
- الإعلان عن المبعوث الخاص لشؤون الرهائن